# Tétouan (provincie)
Tétouan is een provincie in de Marokkaanse regio Tanger-Tétouan.
Tétouan telt 613.506 inwoners op een oppervlakte van 3245 km².
In 2004 werd de prefectuur M'diq-Fnideq gevormd waarbij de vijf betrokken gemeenten van de provincie werden afgescheiden.

## Grootste plaatsen
| Plaats             | Inwoners (1994) | Inwoners (2004) |
| ------------------ | --------------- | --------------- |
| Tétouan            | 276.833         | 320.539         |
| Fnideq *           | 34.462          | 53.559          |
| Martil *           | 23.026          | 39.011          |
| M'diq *            | 20.997          | 36.596          |
| Al Oued            | 10.146          | 11.135          |
| Azla               | 10.091          | 12.611          |
| Zaouiat Sidi Kacem | 9.479           | 10.495          |
| Al Hamra           | 8.698           | 10.156          |
| Beni Harchen       | 8.006           | 7.646           |

* In 2004 geen deel meer van de provincie maar ondergebracht in de prefectuur M'diq-Fnideq.
Ben Slimane · Khouribga · Settat · El Jadida · Safi · Boulmane · Fez · Moulay Yacoub · Sefrou · Kénitra · Sidi Kacem · Casablanca · Médiouna · Mohammedia · Nouaceur · Assa-Zag · Guelmim · Tan-Tan · Tata · Boujdour · Es-Semara · Lâayoune · Al Haouz · Chichaoua · Essaouira · Kelâat Es-Sraghna · Marrakech · Al Ismaïlia · El Hajeb · Errachidia · Ifrane · Khénifra · Meknès · Berkane · Figuig · Jerada · Driouch · Nador · Oujda-Angad · Taourirt · Aousserd · Oued ed Dahab · Khémisset · Rabat · Salé · Skhirat-Témara · Agadir-Ida-Ou-Tanane · Inezgane-Aït Melloul · Chtouka-Aït Baha · Ouarzazate · Taroudant · Tiznit · Zagora · Azilal · Béni-Mellal · Chefchaouen · Fahs-Bni Mkada · Larache · Tanger-Asilah · Tétouan · Al Hoceima · Taounate · Taza